# Calosoma investigator
Calosoma investigator är en skalbaggsart som först beskrevs av Johann Karl Wilhelm Illiger 1798.  Calosoma investigator ingår i släktet Calosoma, och familjen jordlöpare. Det är osäkert om arten förekommer i Sverige.

## Bildgalleri

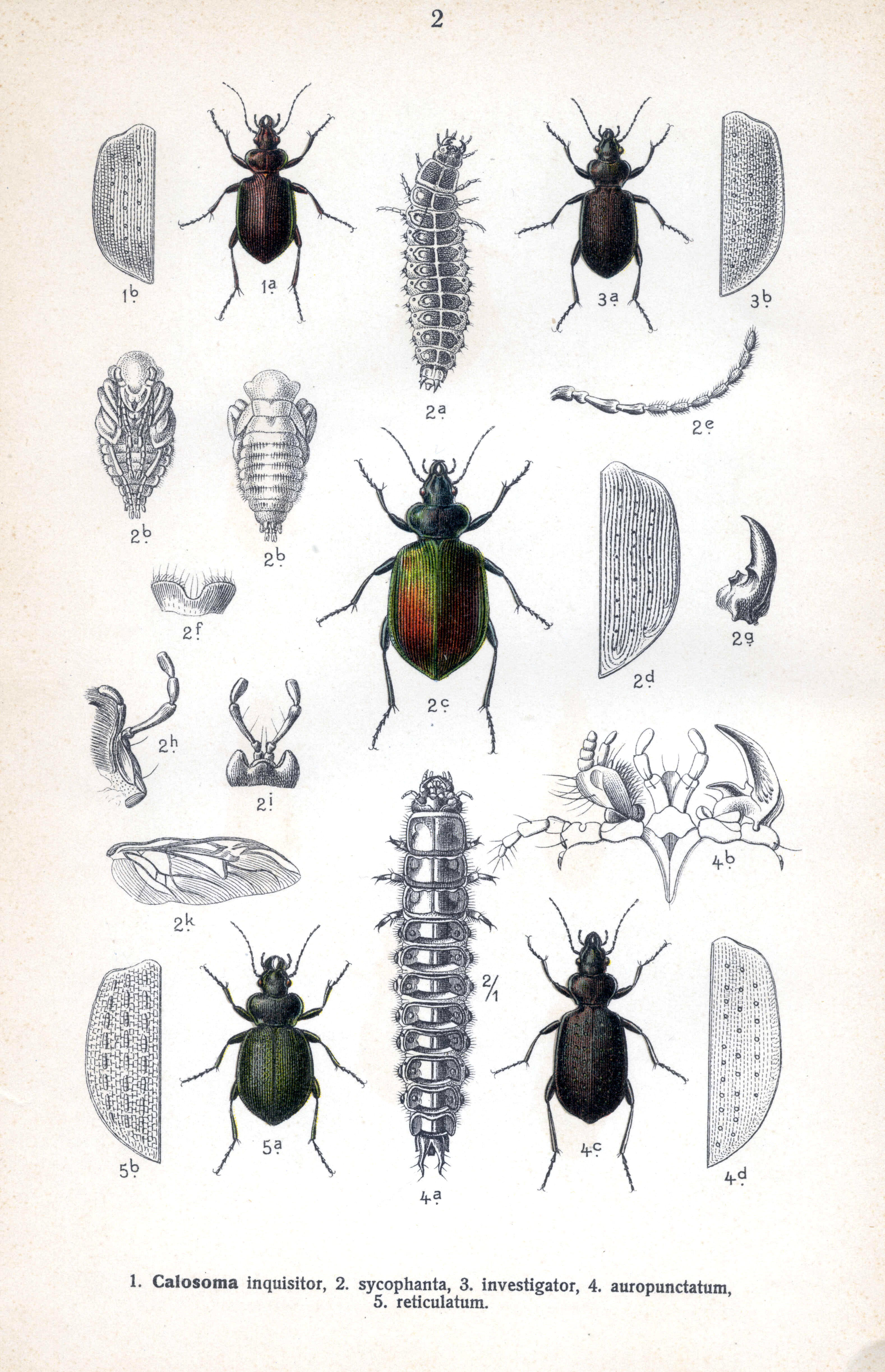
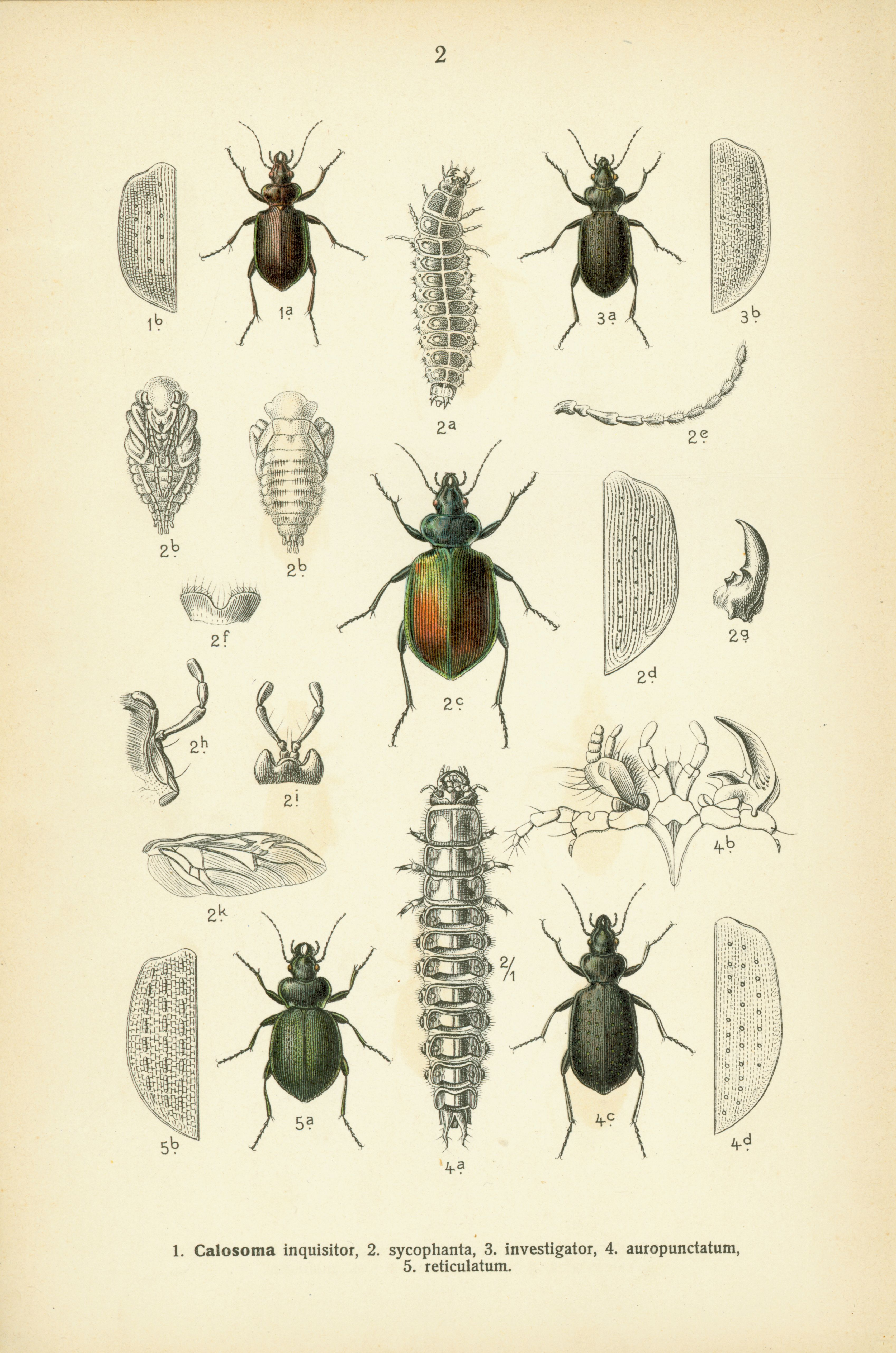